# Браунелл, Кейди
Кейди Браунелл (англ. Kady Brownell; 1842 — 5 января 1915)38 — маркитантка, помогала армии Союза во время Гражданской войны в США. Последовала за мужем, когда он присоединился к полку в Род-Айленде. Браунелл тренировалась вместе с солдатами, сражалась на поле боя и ухаживала за ранеными. В Первом сражении при Булл-Ран она высоко держала знамя, даже под пулями конфедератов.

## Биография

### До войны
Кейди Брауэлл родился в 1842 году в палатке в британском военном лагере в Кафрарии ( Капская колония), в семье полковника-шотландца Джордж Саутвелл (англ. George Southwell) и матери-француженки. Получила имя в честь друга отца – сэра Джеймса Кади (англ. James Kady). Её мать, отличающаяся хрупким здоровьем, умерла вскоре после рождения дочери.
Была удочерена и воспитывалась в приёмной семье, пока не иммигрировала в Провиденс ( Род-Айленд,  США), где её воспитывали семья и друзья. В начале 1860-х годов Кейди работает ткачом на мельницах Провиденса, где она встретичается с Робертом Браунеллом (англ. Robert Brownell), за которого выходит замуж в апреле 1861 года.

### Гражданская война

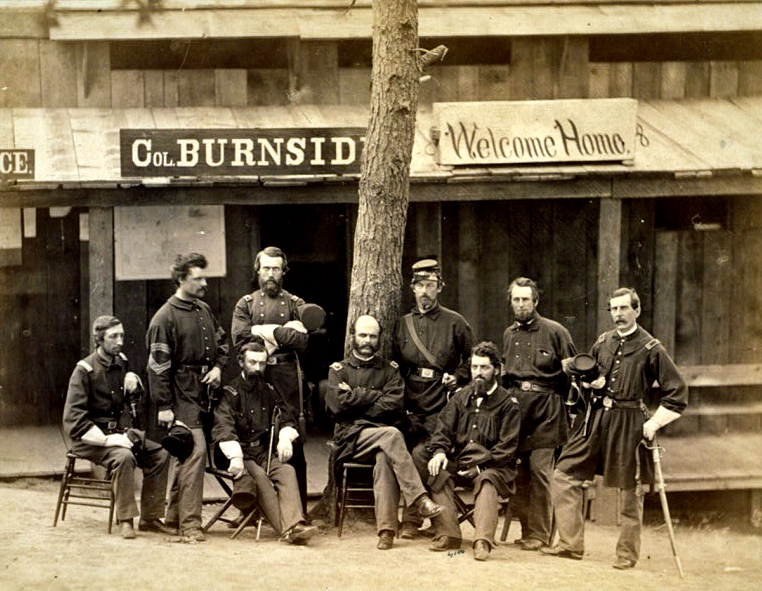
Полковник Эмброуз Бернсайд и офицеры 1-го Род-Айлендского полка в лагере Кэмп-Спрег

После начала гражданской войны в апреле 1861 года Роберт Браунелл присоединился к 1-му Род-Айлендскому пехотному полку.
Кейди Браунэлл настроена служить вместе со своим мужем. Она обращается к губернатору Род-Айленда Вильяму Спрэгу, который соглашается отвезти Кейди в Вашингтон, где она встречается с Робертом. Полковник Эмброуз Бернсайд, командир полка, называет Кейди её «дочерью полка» и назначает носителем знамени.
Носила модифицированную униформу: юбка (длиной до колена), черные брюки и сапоги. К этому также прилагался пояс с мечом и пистолетом, которые Кейди учится быстро выхватывать.
Кейди Браунелл была активной участницей Первого сражения за Булл-Ран (1861). После вступления в 5-й Род-Айлендский пехотный полк, вместе с мужем участвует в Сражении при Роанок-Айленд (1862) и в Сражение при Нью-Берне (1862). Кейди остаётся в Нью-Берне после битвы, помогая раненому мужу. После выздоровления Роберт был признан непригодным для военной службы; не желая драться без мужа, Кейди также возвращается к мирной жизни.

### После войны
После гражданской войны Кейди Браунелл была единственной женщиной, получившей документы отряда из армии Союза. В сентябре 1870 года она стала членом англ. Elias Howe Jr. Post № 3 Великой Армии Республики в Бриджпорте, ( Коннектикут,  США). Она подала заявку на получение пенсии в 1882 году и получила от нее 8,00 долл. США в месяц, начиная с 1884 года, в то время, как её мужу, Роберту Браунеллу, было назначено содержание в размере 24,00 доллара США в месяц.
Браунэлл умерла 5 января 1915 года в здании Женского рельефного корпуса в Оксфорде ( Нью-Йорк,  США). 7 января в Нью-Йорке состоялась похоронная служба, затем ее тело было отправлено в Провиденс пароходом на вторую похоронную службу. Она похоронена на кладбище Северное Захоронение в Провиденсе.
Однако её муж похоронен на немаркированной могильной площадке на кладбище Восточном кладбище Гаррисберга ( Пенсильвания,  США).